# Dom Kupiecki w Poznaniu
Dom Kupiecki w Poznaniu – nieistniejący w swej pierwotnej formie budynek, usytuowany przy północnej pierzei placu Wolności (niem. Wilhelmsplatz) w Poznaniu.

## Historia
Dom Kupiecki zaprojektował Christian Schneider, architekt pochodzący ze Stuttgartu. Został oddany do użytku w 1909. W budynku ulokowano siedziby różnych instytucji, lokale gastronomiczno-rozrywkowe, m.in. kawiarnie Cafe Manske i Wielkopolanka oraz winiarnie Tabarin i Carlton. Część pomieszczeń przeznaczono na mieszkania.
Neobarokowa fasada zwieńczona została półkolistym frontonem. Całość dopełniał bogaty detal architektoniczny wraz z balkonami, loggiami i wykuszami. Po 1939 budynek został zmodernizowany przez okupantów niemieckich, którzy pozbawiając go dekoracji, upodobnili do gmachu Ostbanku stojącego w pobliżu. Dom Kupiecki został zniszczony w 1945, w wyniku działań wojennych.
Pod koniec 1946 podjęto prace remontowe polegające na zainstalowaniu na parterze dużych rozmiarów witryn i szerokich drzwi wejściowych. Wnętrze wyremontowano nadając mu okazały wystrój. Budynek przykryto prowizorycznym dachem. 2 czerwca 1947 w gmachu otwarto Powszechny Dom Towarowy. Początkowo uruchomiono tylko dział tekstylny, sukcesywnie otwierano kolejne działy. W marcu 1948 otwarto dodatkowo pomieszczenia handlowe na pierwszym piętrze. Mimo jednak funkcjonowania domu towarowego przez kolejne kilka lat nie podjęto wyremontowania wyższych kondygnacji budynku.
Współczesna fasada budynku wygląda inaczej niż pierwotnie i nie przypomina początkowego projektu. Obecnie w gmachu mieści się Wydział Spraw Cudzoziemców Wielkopolskiego Urzędu Wojewódzkiego w Poznaniu.

## Zdarzenie w winiarni
Winiarnia Carlton mieszcząca się w Domu Kupieckim była ulubioną winiarnią poznańskich ułanów. W styczniu 1923 doszło tam do morderstwa. Pomiędzy oficerami 15 Pułku Ułanów Poznańskich a porucznikiem Zdzisławem Bilażewskim (odznaczonym orderem Virtuti Militari) doszło do sporu, w wyniku którego Bilażewski został zastrzelony.

## Galeria

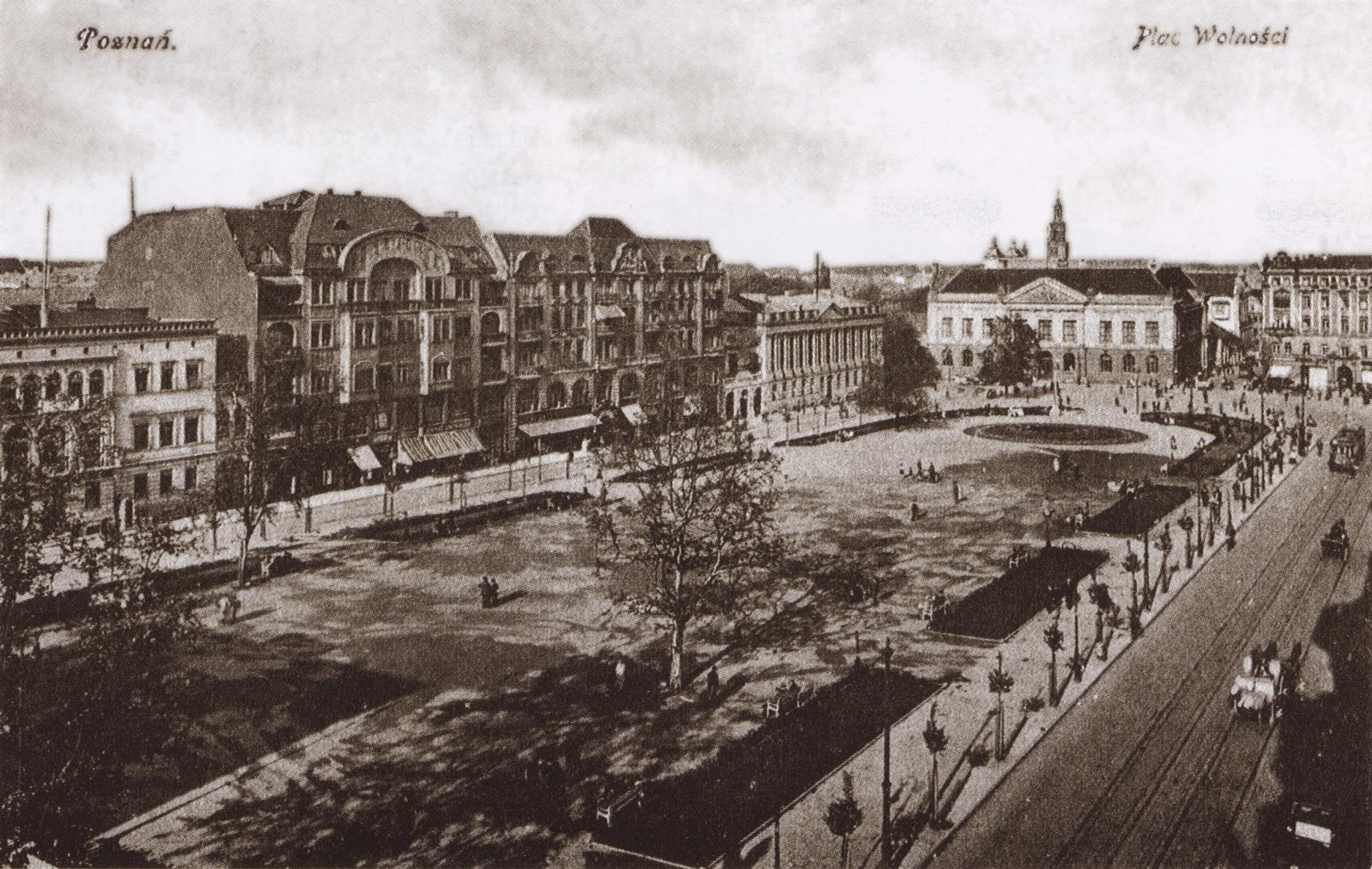
Dom Kupiecki (drugi od lewej) ok. 1919
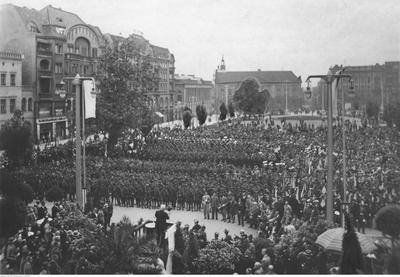
Dom Kupiecki (drugi od lewej) w 1932
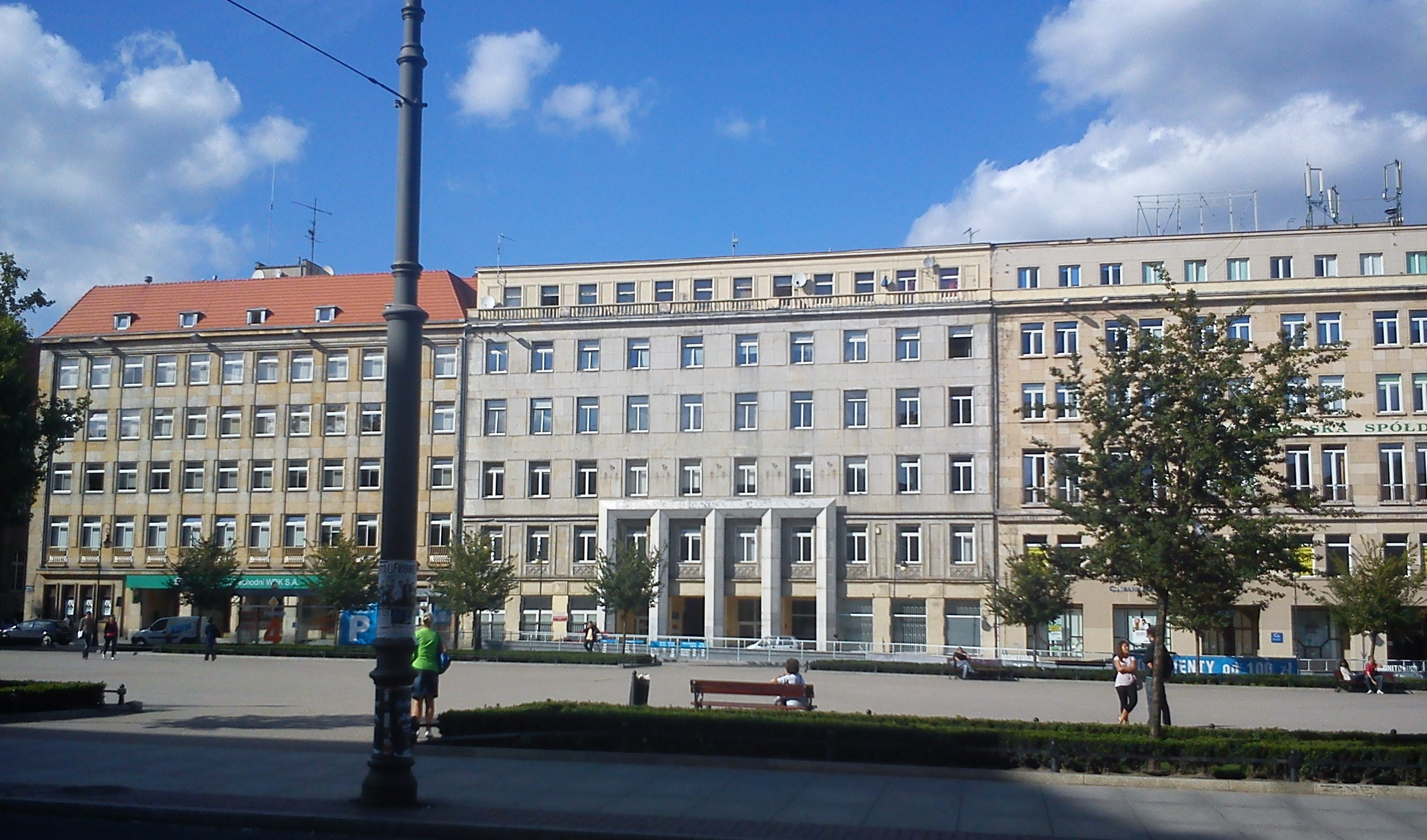
Budynek współcześnie (pośrodku)